# Abraham Robinson
Abraham Robinson   (Wałbrzych i Waldenburg, 6 d'octubre de 1918 - New Haven, 11 d'abril de 1974) va ser un matemàtic alemany nacionalitzat nord-americà, conegut pel desenvolupament de l'anàlisi no estàndard, un sistema matemàticament rigorós pel qual els nombres infinitesimals i infinits es van reincorporar a les matemàtiques modernes. Gairebé la meitat dels treballs de Robinson van ser sobre matemàtiques aplicades en lloc de sobre matemàtiques pures.

## Biografia
Abraham Robinsohn va néixer en una família jueva amb fortes creences sionistes, en Waldenburg, Imperi Alemany (avui Wałbrzych, Polònia). El 1933 va emigrar al Mandat britànic de Palestina, on va obtenir un primer títol de la Universitat Hebrea. Robinson es trobava a França quan l'Alemanya nazi la va envair durant la Segona Guerra Mundial. Va escapar amb tren i a peu, i va ser interrogat per soldats francesos per tenir passaport alemany. Es va establir finalment a Londres i es va unir a les Forces Aèries Franceses Lliures i va contribuir a l'esforç de guerra aprenent aerodinàmica i convertint-se en un expert en els perfils d'aire utilitzats en les ales dels avions de combat.
Després de la guerra, Robinson va treballar a Londres, Toronto, Jerusalem i, finalment, a la Universitat de Califòrnia a Los Angeles (1962-1967) i a la Universitat Yale (1967-1974).

## Teoria de models
Es va donar a conèixer pel seu enfocament d'utilitzar els mètodes de la lògica matemàtica per atacar problemes d'anàlisis i àlgebra abstracta. Va introduir moltes de les nocions fonamentals de la teoria de models. Utilitzant aquests mètodes, va trobar una forma d'usar la lògica formal per mostrar que hi ha models no estàndards autoconsistents del sistema de nombres reals que inclouen nombres infinits i infinitesimals. Uns altres, com Wilhelmus Luxemburg, van mostrar que els mateixos resultats es podien aconseguir usant ultrafiltres, la qual cosa va fer el treball de Robinson més accessible als matemàtics que mancaven de formació en lògica formal. El llibre de Robinson Anàlisi no estàndard es va publicar en 1966. Robinson es va interessar molt per la història i la filosofia de les matemàtiques i sovint va comentar que volia ficar-se en el cap de Leibniz, el primer matemàtic que va intentar articular clarament el concepte dels nombres infinitesimals.
Després de treballar en la UCLA, va ser contractat per la Universitat Yale, mudant-se a Nova Anglaterra el 1967. El 1973 va ser triat com a membre de l'Institut d'Estudis Avançats. Va morir de càncer de pàncrees el 1974.

## Publicacions
- Robinson, Abraham. Introduction to model theory and to the metamathematics of algebra.  Amsterdam: North-Holland, 1963. ISBN 978-0-7204-2222-1.
- Lightstone, A. H.; Robinson, Abraham. Nonarchimedean Fields and Asymptotic Expansions.  North-Holland, 1975. ISBN 978-0-7204-2450-8.
- Robinson, Abraham. Complete theories. 2a edició.  Amsterdam: North-Holland, 1977 (1ª ed. 1956). ISBN 978-0-7204-0690-0.
- Robinson, Abraham. Selected papers of Abraham Robinson. Vol. I Model theory and algebra.  Yale University Press, 1979. ISBN 978-0-300-02071-7.
- Robinson, Abraham. Selected papers of Abraham Robinson. Vol. II Nonstandard analysis and philosophy.  Yale University Press, 1979. ISBN 978-0-300-02072-4.
- Robinson, Abraham. Selected papers of Abraham Robinson. Vol. III Aeronautics.  Yale University Press, 1979. ISBN 978-0-300-02073-1.
- Robinson, Abraham. Non-standard analysis. 2a edició.  Princeton University Press, 1996 (1ª ed. 1966). ISBN 978-0-691-04490-3.